# Longepierre
Longepierre ist eine französische Gemeinde im Département Saône-et-Loire in der Region Bourgogne-Franche-Comté. Sie gehört zum Arrondissement Chalon-sur-Saône und zum Kanton Gergy. Der Ort hat 161 Einwohner (Stand 1. Januar 2022). Die Einwohner werden scherzhaft Culneyés genannt.

## Geografie
Die Gemeinde liegt im äußersten Nordosten des Arrondissement Chalon-sur-Saône und grenzt im Süden und Osten an das Arrondissement Louhans. Die Gemeinde ist geprägt durch den Doubs, der im Süden der Gemeinde teilweise die Grenze bildet. Der Doubs wird begleitet von Altwasser und zudem zieht sich durch die Gemeinde der Bief de Longepierre, von dem mehrere Arme den Bourg durchziehen. Durch die Gemeinde führt lediglich die Departementsstraße D503 von Clux-Villeneuve her. Die Gemeinde ist schwach bewaldet, lediglich in den Altwassergebieten finden sich häufig Pappelplantagen. Außer dem Bourg sind nur noch zwei Weiler besiedelt. Zur Gemeinde gehören die folgenden Weiler und Fluren: Blanchard, Casses, Champ-Bégon, Champ-Fillet, Champ-Robey, Creux-des-Brosses, Digue-de-Lavau, Ilet, Meix-de-Poiron, Paule, Pouge, Puillet, Richedry, Vieux-Moulin.

### Klima
Das Klima in Longepierre ist warm und gemäßigt. Es gibt das ganze Jahr über deutliche Niederschläge, selbst der trockenste Monat weist noch hohe Niederschlagsmengen auf. Die effektive Klimaklassifikation nach Köppen und Geiger ist Cfb. Die Temperatur liegt im Jahresdurchschnitt bei 11,0 °C. Innerhalb eines Jahres fallen 797 mm Niederschläge.
|                        | Jan  | Feb  | Mär  | Apr  | Mai  | Jun  | Jul  | Aug  | Sep  | Okt  | Nov | Dez |   |      |
| Mittl. Temperatur (°C) | 1,9  | 3,2  | 7,4  | 10,8 | 14,6 | 18,0 | 19,9 | 19,5 | 16,4 | 11,3 | 6,3 | 2,6 | ⌀ | 11   |
| Mittl. Tagesmax. (°C)  | 4,8  | 6,8  | 12,4 | 16,0 | 20,1 | 23,5 | 25,6 | 25,1 | 21,6 | 15,7 | 9,5 | 5,2 | ⌀ | 15,6 |
| Mittl. Tagesmin. (°C)  | −1,0 | −0,3 | 2,5  | 5,6  | 9,1  | 12,5 | 14,3 | 13,9 | 11,3 | 6,9  | 3,2 | 0,1 | ⌀ | 6,5  |
|                        |      |      |      |      |      |      |      |      |      |      |     |     |   |      |
| Niederschlag (mm)      | 62   | 58   | 55   | 56   | 77   | 75   | 57   | 77   | 76   | 64   | 75  | 65  | Σ | 797  |

| −1,0 |

| −0,3 |

| 2,5 |

| 5,6 |

| 9,1 |

| 12,5 |

| 14,3 |

| 13,9 |

| 11,3 |

| 6,9 |

| 3,2 |

| 0,1 |

| −1,0 |

| −0,3 |

| 2,5 |

| 5,6 |

| 9,1 |

| 12,5 |

| 14,3 |

| 13,9 |

| 11,3 |

| 6,9 |

| 3,2 |

| 0,1 |

## Toponymie
Der Ort wird erstmals 971 erwähnt: In pago Adamos, in villa que dicitur Adentenx et alio menso a Longapetra (Im Gau der Adamer, im Ort, der Adentenx genannt wird oder auch „Longa Petra“ – langer Stein). Während die Bezeichnungen für den Gau und den Ort noch gallischen Ursprungs sind, taucht die wohl neuere Bezeichnung Longa Petra in Latein auf. Sie deutet darauf hin, dass im Ort eine Römerstraße bestand, bei der das damals geschenkte Haus stand. Im 12. Jahrhundert taucht Longa Petra an Braysse auf und von da an bleibt die Ortsbezeichnung Longepierre.

## Geschichte
Das Gebiet von Longepierre ging 1291 ins Eigentum der Herzöge von Burgund über, die es bald zu einer Baronie erhoben. 1500 war Philippe de Longwy, 1510 Guillaume Lallemand Herren des Ortes und 1544 war Nicolas Pouffier de Taniot Baron von Longepierre, 1680 schließlich folgte Hilaire-Bernard de Requeleyne. Dieser war ein bekannter Schriftsteller und Übersetzer griechischer Autoren.
1592 bestand eine Burg mit Wassergräben unweit der Kirche. Champ-Bégon, südlich des Doubs, war ein Lehen der Herren von Longepierre, die Bezeichnung gehe auf das alte Wort becco (le bec) zurück und bezeichnete eine Erhebung zwischen zwei Gewässern. Der Weiler Paule liegt dicht am Doubs, die heutige Straßenbezeichnung deutet darauf hin, dass dort ehemals eine Mühle bestand. Der Name leitet sich ab von pelle womit nicht nur eine Schaufel gemeint war, sondern auch die Erhebung oder die Schleuse, die das Wasser des Bief zurückhielt, in diesem Fall wohl eher eine Erhebung gegen den Doubs. Außer dem Bourg sind nur diese beiden Weiler besiedelt. 1594 wurde Longepierre im Rahmen der Hugenottenkriege durch Capitaine la Fortune überfallen und geplündert. 1790 wurde Longepierre Hauptort eines Kantons mit 8 Gemeinden, bis 1802 die Vereinigung mit dem Kanton Verdun-sur-le-Doubs erfolgte. Die Gemeinde ist rein landwirtschaftlich geprägt und kämpfte während des 20. Jahrhunderts gegen die Landflucht. Immerhin konnten einige Handwerksbetriebe erhalten werden. Die Käserei wurde 1985 geschlossen und die Schule 1988.

## Bevölkerungsentwicklung
| Jahr      | 1962 | 1968 | 1975 | 1982 | 1990 | 1999 | 2011 | 2018 |
| Einwohner | 309  | 283  | 256  | 234  | 183  | 167  | 185  | 163  |

## Wirtschaft und Infrastruktur

### Zahl und Art von Betrieben und Ladengeschäften
In der Gemeinde bestehen nebst Mairie und Kirche 15 Landwirtschaftsbetriebe und 3 sonstige Betriebe
| Betriebsbereich                 | Anzahl | davon | davon |
| ------------------------------- | ------ | ----- | ----- |
| Landwirtschaft                  | 15     |       |       |
| Ackerbau und Forstwirtschaft    |        | 13    |       |
| Getreide, Hülsen- und Ölfrüchte |        |       | 12    |
| Futterpflanzen                  |        |       | 1     |
| Zucht- und Fischereibetriebe    |        | 3     |       |
| Rinderzucht                     |        |       | 2     |
| Aufzucht                        |        |       | 1     |

| Branche                                | Anzahl |
| -------------------------------------- | ------ |
| Handel + Reparatur von Motorfahrzeugen | 1      |
| Wissenschaft Verwaltung Beratung       | 1      |
| sonstige Dienstleistungen              | 1      |

### Geschützte Produkte in der Gemeinde
Als AOC-Produkt ist in Longepierre Volaille de Bresse und Dinde de Bresse zugelassen.

### Bildungseinrichtungen
In der Gemeinde bestehen keine schulischen Einrichtungen, die Kinder werden in den Nachbargemeinden ausgebildet.